# Menci Clement Crnčić
Menci Clement Crnčić (Bruck an der Mur, 1865. április 3. – Zágráb, 1930. november 9.) horvát festő, grafikus, litográfus és rézmetsző.

## Élete
Katonacsaládban született, és őt is erre a pályára szánták. Sankt Pöltenben és Hranicében járt katonai reáliskolába, de a művészetet választotta. 1882–84-ben a Bécsi Képzőművészeti Akadémia, és rövid ideig a Müncheni Képzőművészeti Akadémia növendéke volt. 1886/87-ben színházi díszleteket festett a coburgi tartományi színházban. Ösztöndíjra várva Újgradiskában festett tájképeket és portrékat.
A Müncheni Akadémián folytatta tanulmányait 1889 és 1892 között. 1891-ben már kiállította képeit Zágrábban. 1894-ben Izidor Kršnjavi segítségével ösztöndíjat kapott a zágrábi tartományi kormánytól, hogy grafikát, litográfiát, és rézkarcot tanuljon a Bécsi Képzőművészeti Akadémián William Ungernél. 1895-ben lemondott az ösztöndíjáról, és Lovranban illetve Bécsben festett és tanult. 1896-ban Füger-aranyérmet kapott a Vasárnap reggel Lovranban rézkarcáért. Tanulmányait az Akadémia különdíjával fejezte be 1897-ben.
Részt vett az 1896-os millenniumi kiállításon Budapesten, 1900-ban Párizsban, a világkiállításon is szerepeltek festményei. Az Isztriai-félszigeten és a horvát tengerparton festett tájképeket. 1903-ban császári ösztöndíjjal rézkarcsorozatot készített a horvát tengerpartról és Dalmáciáról. Ezt követően Gorski Kotarban festett Bela Čikoš Sesijával és Tomislav Krizmannal. Festőiskolát nyitott Čikošsal Zágrábban, ami később a Képzőművészeti Akadémiává alakult.
1905-ben tanulmányútra indult Itáliába, Svájcba, Franciaországba, Belgiumba, Németországba és Ausztriába. 1907-ben Oton Iveković-csal járta be Itáliát egészen Nápolyig, 1908-ban Bosznia-Hercegovinát. 1927 októberében tűz pusztított műtermében, és számos korai műve megsemmisült.

## Galéria

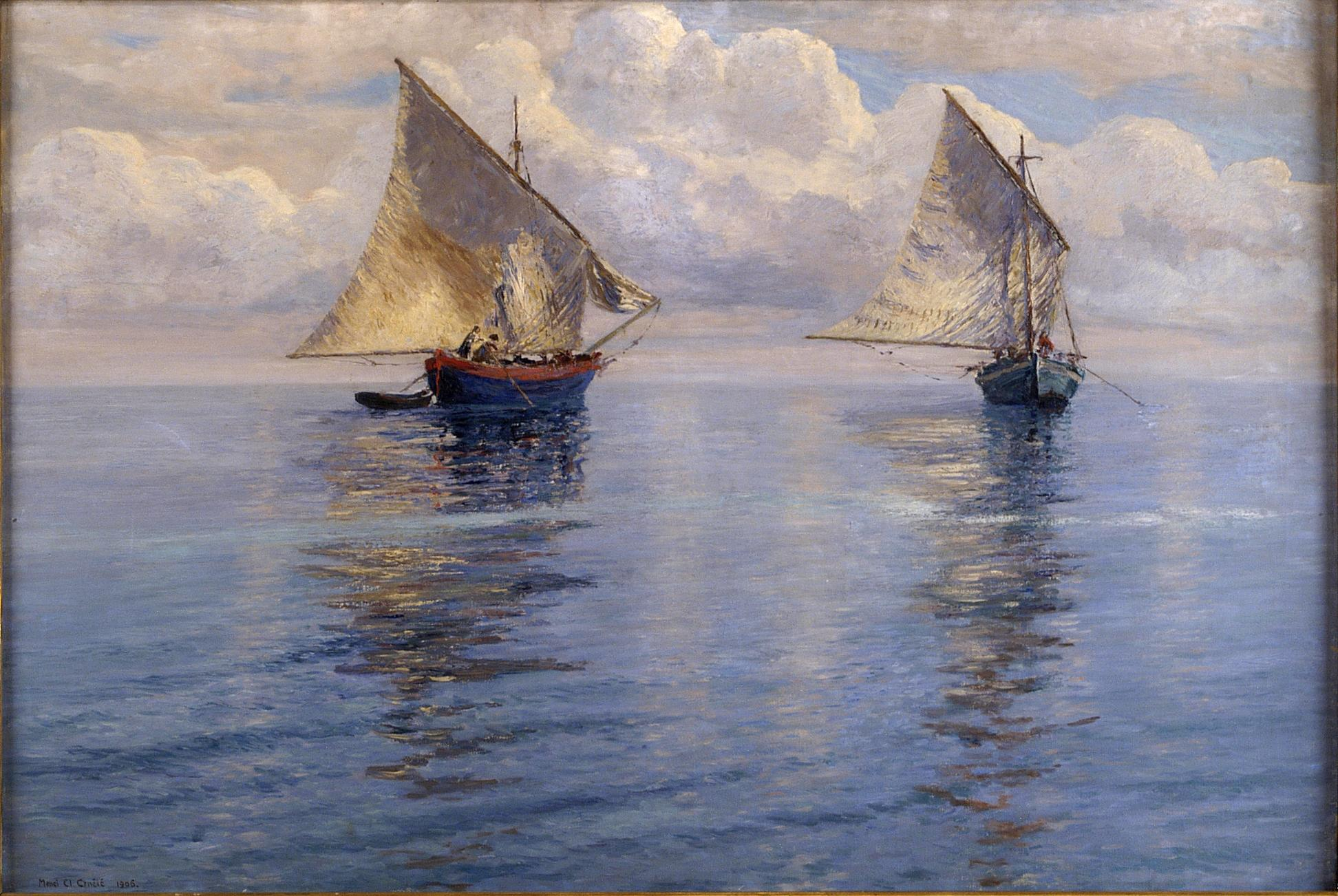
Nyugalom
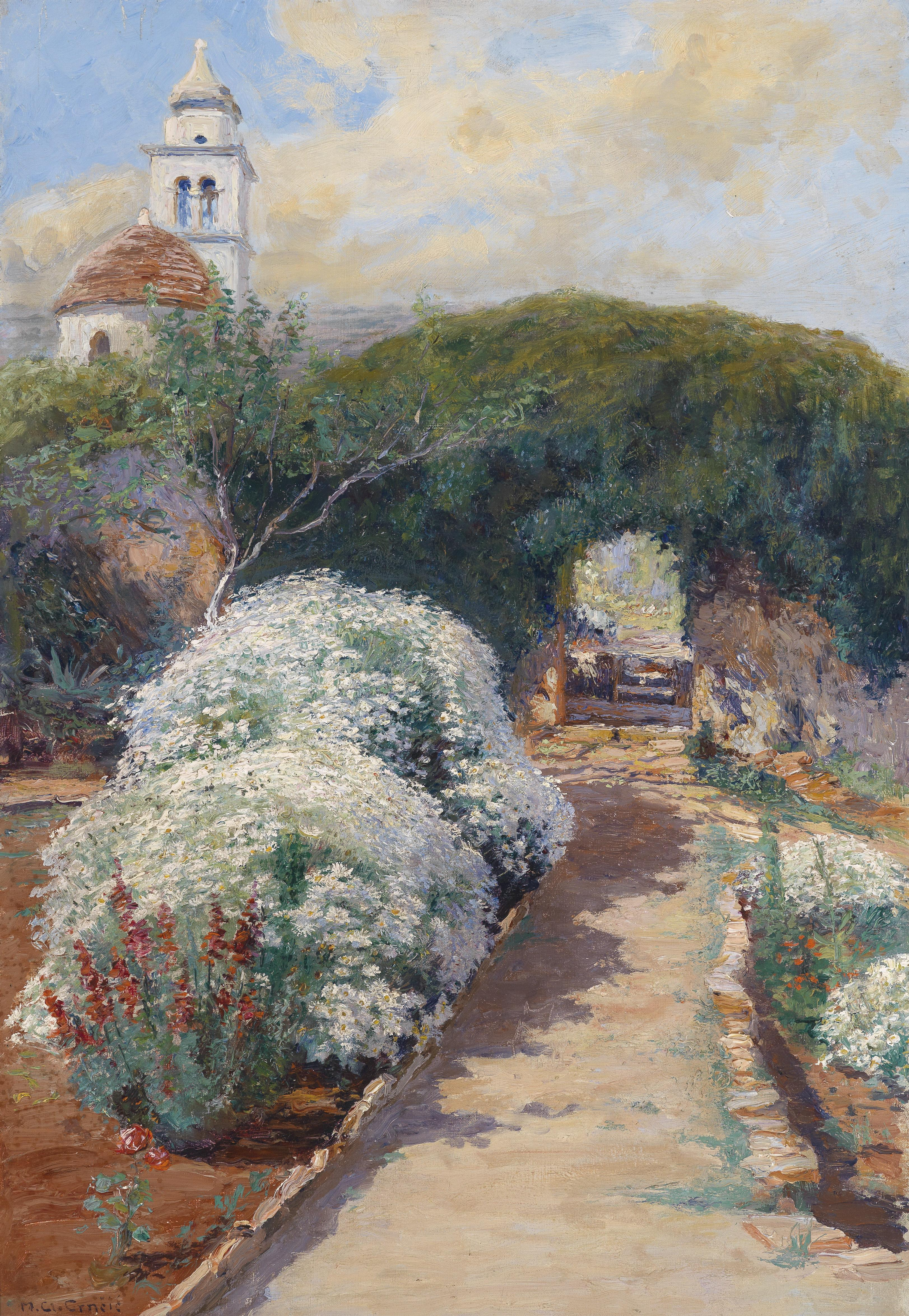
A novi vinodolski kolostor virágzó kertje
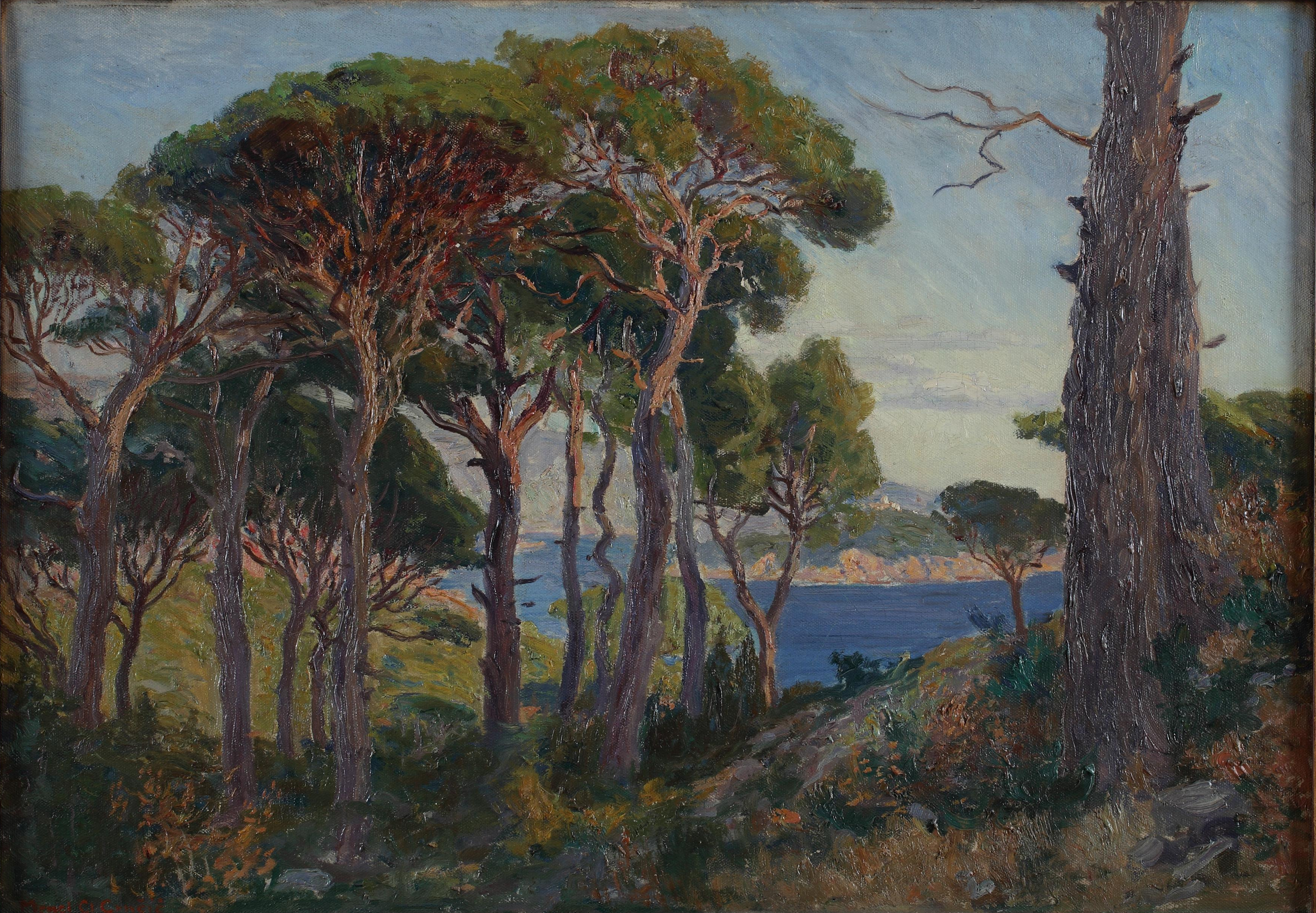
Tájkép
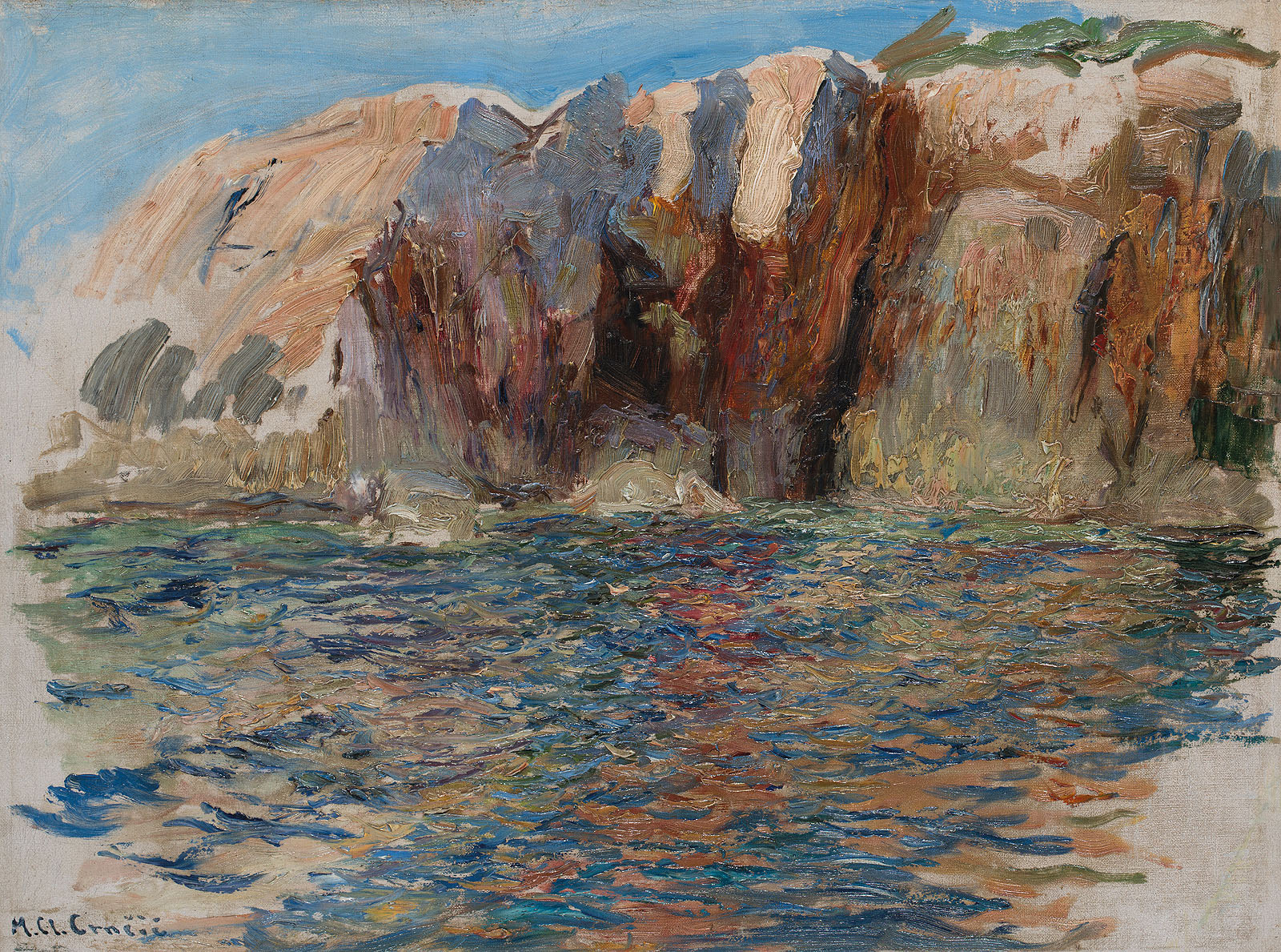
Sziklák
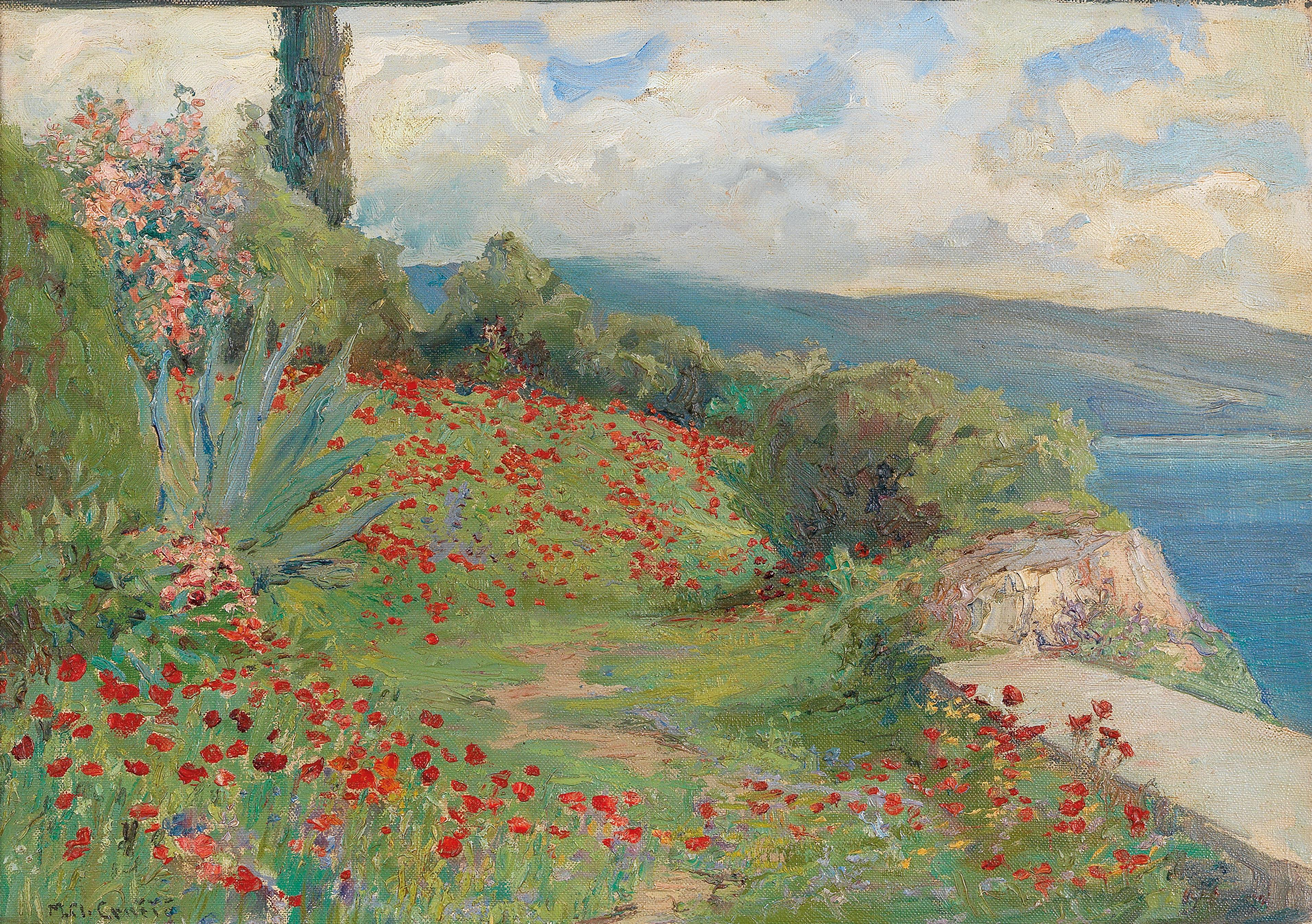
Tavaszi nap a tengerparton